# Поспелов, Валентин Кузьмич
Валентин Кузьмич Поспелов (род. 1943) — советский и российский учёный, доктор экономических наук, профессор.

## Биография
Родился 25 октября 1943 года.
В 1966 году окончил переводческий факультет 1-го Московского государственного педагогического института иностранных языков им. М. Тореза (ныне Московский государственный лингвистический университет).
Степень доктора экономических наук присуждена 21 июля 2006 года, тема докторской диссертации «Электроэнергетика и электрификация арабских стран: тенденции и перспективы развития». Звание профессора присвоено 20 февраля 2002 года.
В Финансовом университете при Правительстве Российской Федерации на кафедре «Мировая экономика и международные валютно-кредитные отношения» работает с 1993 года. В 1994—2005 годах исполнял обязанности директора Института международных экономических отношений Финансовой академии. Читает лекции и ведет занятия по дисциплинам «Международные валютно-кредитные отношения», «Инструменты срочного валютного рынка». Читает курс «Мировая экономика и международные экономические отношения» на английском языке; является автором курса «Мировой рынок энергоресурсов».
В настоящее время — проректор Финансового университета при Правительстве Российской Федерации. Сфера обязанностей — координация методического обеспечения перехода Финансовой академии на уровневую систему подготовки. Является заместителем председателя учебно-методического совета учебно-методического объединения по специальности «Мировая экономика», членом совета журнала «Вестник Финансовой академии». Также является руководителем магистерской программы «Международный бизнес». Является дарителем эндаумент-фонда Финансового университета.

## Научные труды
В. К. Поспелов — автор ряда публикаций, включая монографии и учебники (более 60 научных и учебно-методических работ); имеет издания на английском языке. Монографии:
1. Африка: Современные стратегии развития, коллективная монография (28 авторов), Институт Африки РАН, 2016; ISBN 978-5-91298-186-9.
2. Внешнеэкономическая политика России в условиях глобальных вызовов : монография (12 авторов), М.: Вузовский учебник, ИНФРА-М, 2015; ISBN 978-5-9558-0478-1.
3. Мировая торговая система: монография (14 авторов), Изд-во Финансового университета, 2014; ISBN 978-5-7942-1138-2.
4. Global Finance:View from Russia: монография (12 авторов), Изд-во Финансового университета, 2014; ISBN 978-5-7942-1156-6.
5. "Международная торговля: проблемы и перспективы: монография. / И. Н. Абанина, Р. А. Данилов, Н. П. Дерябина и др. под ред М. Б. Медведевой. М. Научная библиотека, 2018. ISBN 978-5-6040895-3-8.
6. Интеграционные процессы в мировой экономике: основные направления, тенденции развития: монография / Колл. авторов; под общ. ред. Е. Б. Стародубцевой. М.: Кнорус, 2018. ISBN 978-5-4365-2570-9.

Является членом редакционной коллегии журнала «Oeconomia, aerarium, jus» (Хозяйство, законодательство, деньги).

## Заслуги
- Почетное звание «Заслуженный работник высшей школы Российской Федерации» присвоено Указом Президента РФ от 28.02.2009 года.
- Награждён нагрудным знаком «Почетный член высшего профессионального образования Российской Федерации».
- Также удостоен званий «Самый деятель науки и образования» и «Российский лидер качества» Всероссийской организации качества.